# Білоцерківська округа
Білоцеркі́вська окру́га — адміністративно-територіальна одиниця Української СРР в 1923–1930 роках. Окружний центр — місто Біла Церква.
На півночі округа межувала з Київською округою, на сході з Черкаською, на півдні з Уманською та з Бердичівською на заході.

## Історія
Створена навесні 1923 року у складі Київської губернії. Налічувала 19 районів. Проіснувала до 2 вересня 1930 року. Протягом 1925–1930 років межі округи кілька разів змінювалися.
У складі округи спочатку було 19 районів:
- Білоцерківський
- Богуславський
- Велико-Половецький
- Володарський
- Гребінківський
- Кожанський
- Корнинський
- Ковшуватський
- Медвинський
- Миронівський
- Попільнянський
- П'ятигірський
- Рокитнянський
- Сквирський
- Ставищенський
- Таращанський
- Тетіївський
- Узинський
- Фастівський

Кожанський район розформований 21 березня 1929 року, територію розподілено між Фастівським, Попільнянським і Велико-Половецьким районами.

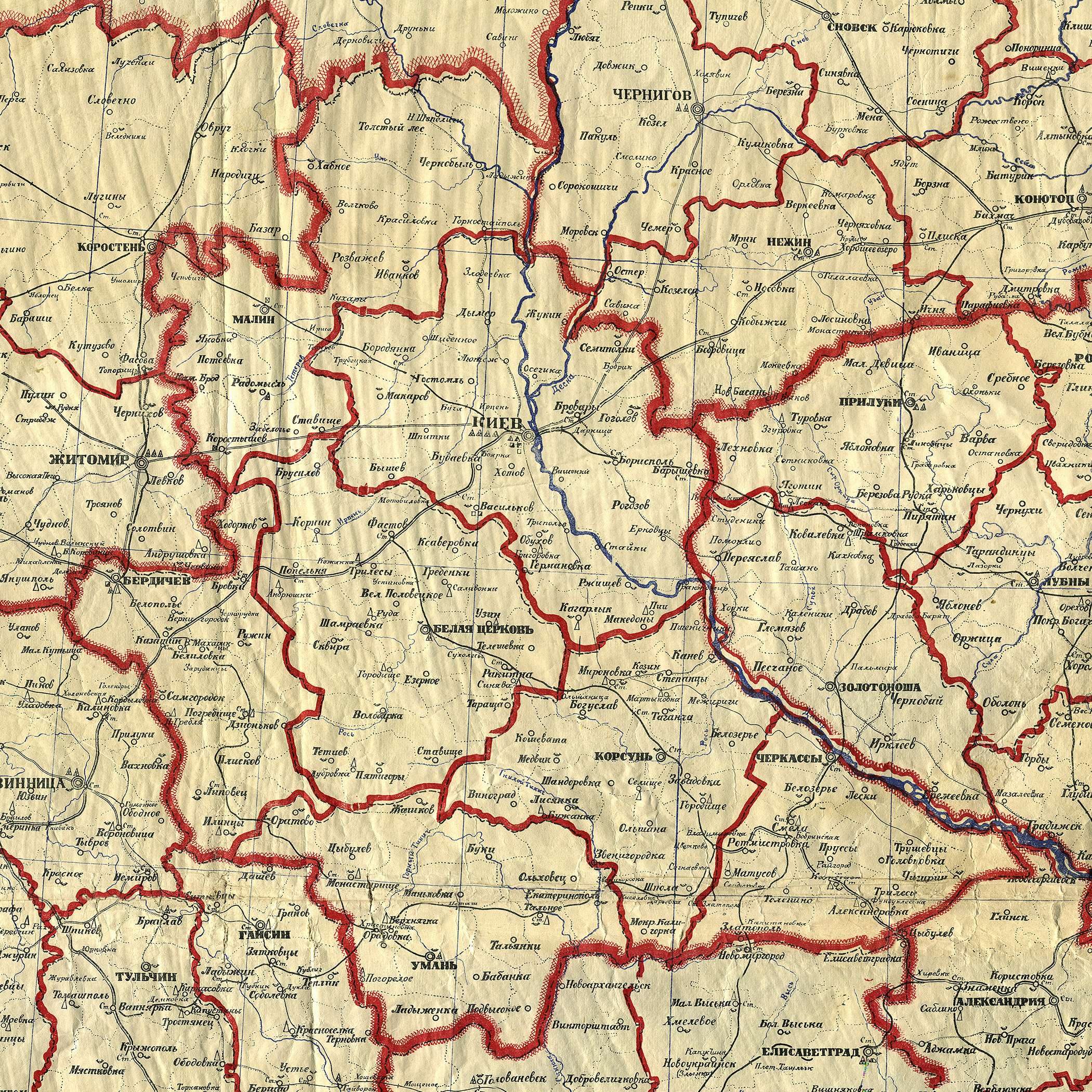
Карта Білоцерківської округи у складі Київської губернії, 1923
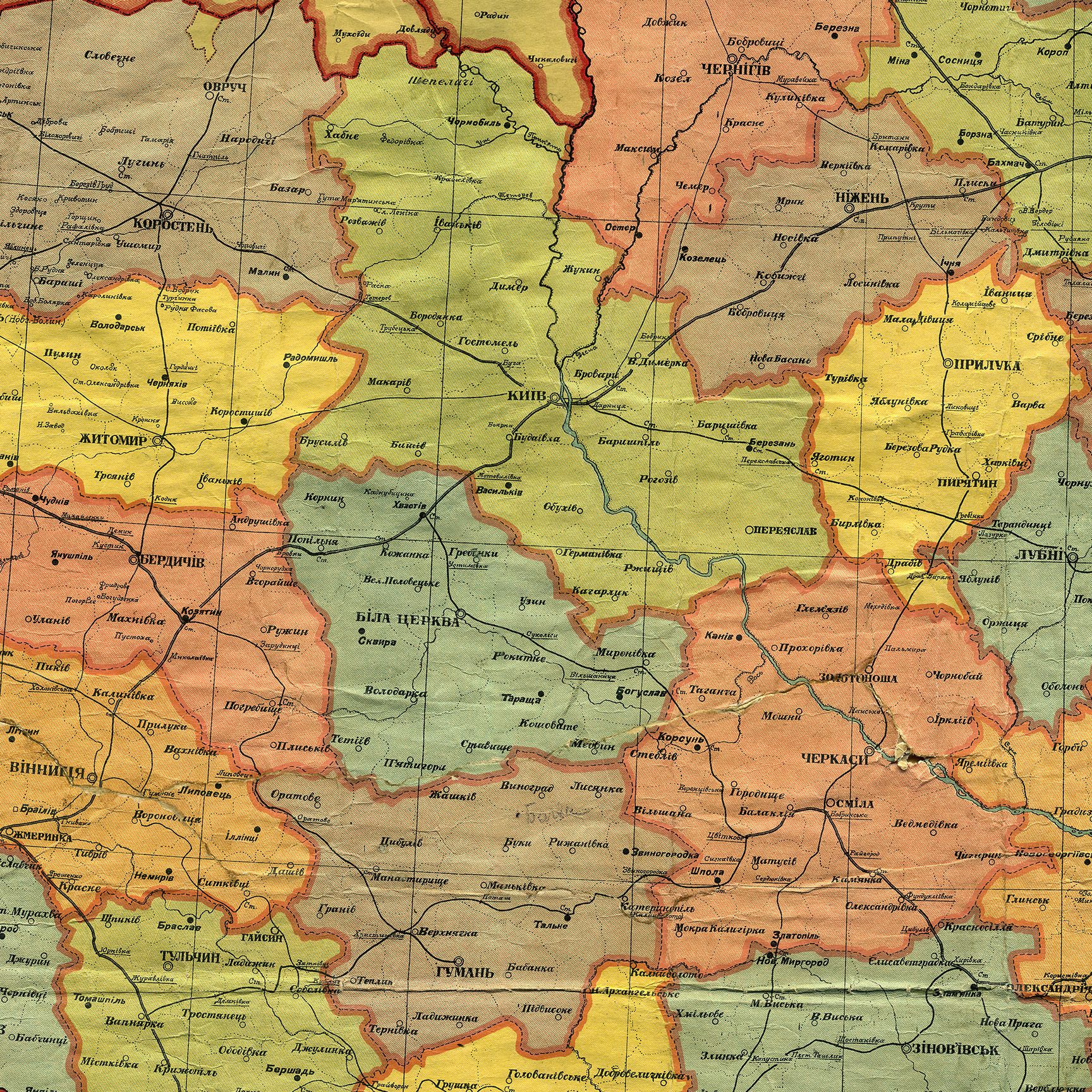
Карта Білоцерківської округи, адміністративні межі станом на 1 жовтня 1925
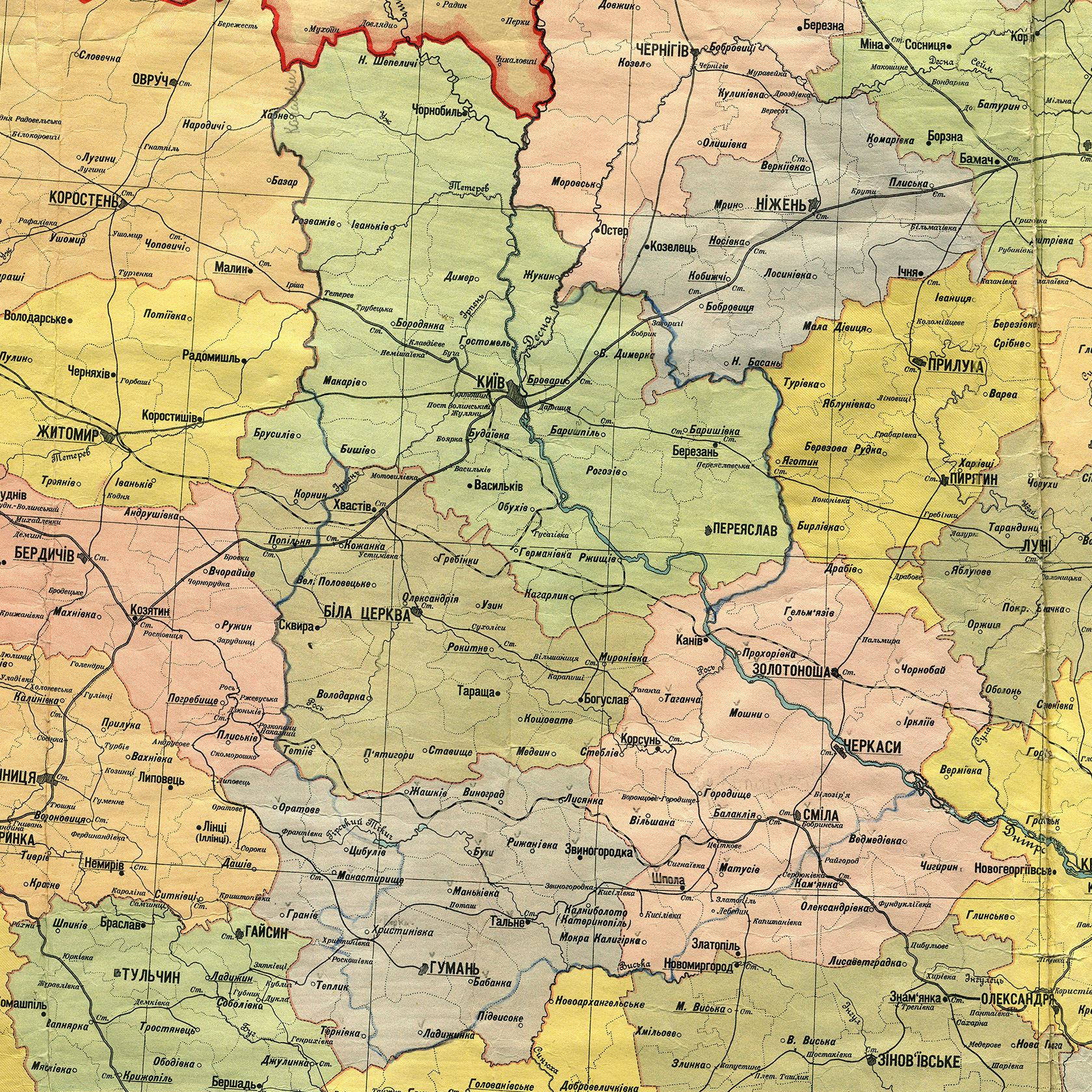
Карта Білоцерківської округи, адміністративні межі станом на 1 березня 1927

## Населення
Згідно з Всесоюзним переписом населення 1926 року в окрузі проживало 860 980 осіб (48,18% чоловіків і 51,82% жінок). З них 95 816 були міськими, а 765 164 сільськими жителями.

### Національний склад
За національним складом 93,1% населення були українці, 5% євреї, 0,9% поляки, 0,7% росіяни, інші національності загалом 0,3%.
Населення та національний склад районів округи за переписом 1926 року
| Район                 | Населення, осіб | Національний склад, % | Національний склад, % | Національний склад, % | Національний склад, % | Національний склад, % |
| Район                 | Населення, осіб | українці              | євреї                 | поляки                | росіяни               | білоруси              |
| --------------------- | --------------- | --------------------- | --------------------- | --------------------- | --------------------- | --------------------- |
| м. Біла Церква        | 42 974          | 57,0                  | 36,4                  | 2,4                   | 3,4                   | 0,3                   |
| Білоцерківський       | 50 742          | 98,4                  | 0,3                   | 0,7                   | 0,4                   | 0,1                   |
| Богуславський         | 56 141          | 87,7                  | 11,5                  | 0,2                   | 0,5                   |                       |
| Велико-Половецький    | 37 725          | 96,5                  | 0,5                   | 2,5                   | 0,3                   |                       |
| Володарський          | 43 736          | 97,8                  | 0,9                   | 0,8                   | 0,3                   | 0,1                   |
| Гребінківський        | 37 523          | 97,6                  | 0,6                   | 1,1                   | 0,5                   | 0,1                   |
| Ковшуватський         | 34 390          | 98,1                  | 1,2                   | 0,3                   | 0,3                   |                       |
| Кожанський            | 38 841          | 97,8                  | 0,8                   | 0,7                   | 0,4                   | 0,1                   |
| Корнинський           | 38 194          | 96,1                  | 1,5                   | 1,8                   | 0,4                   |                       |
| Медвинський           | 27 653          | 98,4                  | 1,2                   | 0,1                   | 0,2                   |                       |
| Миронівський          | 47 344          | 98,3                  | 0,9                   | 0,1                   | 0,4                   | 0,1                   |
| Попільнянський        | 38 449          | 92,4                  | 5,8                   | 1,1                   | 0,5                   | 0,1                   |
| П'ятигірський         | 38 307          | 97,1                  | 1,7                   | 0,6                   | 0,4                   |                       |
| Рокитнянський         | 53 767          | 94,9                  | 3,7                   | 0,6                   | 0,5                   | 0,1                   |
| Сквирський            | 55 401          | 89,9                  | 8,7                   | 0,7                   | 0,6                   |                       |
| Ставищенський         | 49 242          | 96,6                  | 2,3                   | 0,5                   | 0,3                   |                       |
| Таращанський          | 39 821          | 91,0                  | 8,3                   | 0,2                   | 0,5                   |                       |
| Тетіївський           | 28 560          | 95,1                  | 0,8                   | 3,2                   | 0,6                   |                       |
| Узинський             | 39 546          | 98,0                  | 0,4                   | 0,7                   | 0,6                   | 0,1                   |
| Фастівський           | 62 895          | 90,2                  | 6,4                   | 1,5                   | 1,4                   | 0,2                   |
| Білоцерківська округа | 861 251         | 93,1                  | 5,1                   | 0,9                   | 0,7                   | 0,1                   |

### Мовний склад
Рідна мова населення Білоцерківської округи за переписом 1926 року
| Район                 | Населення, осіб | Рідна мова, % | Рідна мова, % | Рідна мова, % |
| Район                 | Населення, осіб | українська    | російська     | інша          |
| --------------------- | --------------- | ------------- | ------------- | ------------- |
| м. Біла Церква        | 42 974          | 56,4          | 9,7           | 33,9          |
| Білоцерківський       | 50 742          | 99,0          | 0,5           | 0,5           |
| Богуславський         | 56 141          | 87,8          | 0,8           | 11,4          |
| Велико-Половецький    | 37 725          | 98,3          | 0,4           | 1,4           |
| Володарський          | 43 736          | 98,0          | 0,4           | 1,6           |
| Гребінківський        | 37 523          | 98,0          | 0,6           | 1,4           |
| Ковшуватський         | 34 390          | 98,2          | 0,3           | 1,5           |
| Кожанський            | 38 841          | 98,3          | 0,6           | 1,1           |
| Корнинський           | 38 194          | 97,4          | 0,5           | 2,1           |
| Медвинський           | 27 653          | 98,4          | 0,3           | 1,3           |
| Миронівський          | 47 344          | 98,4          | 0,5           | 1,1           |
| Попільнянський        | 38 449          | 93,1          | 0,8           | 6,1           |
| П'ятигірський         | 38 307          | 97,4          | 0,5           | 2,1           |
| Рокитнянський         | 53 767          | 95,2          | 0,7           | 4,1           |
| Сквирський            | 55 401          | 90,0          | 1,2           | 8,8           |
| Ставищенський         | 49 242          | 96,8          | 0,3           | 2,9           |
| Таращанський          | 39 821          | 91,0          | 0,8           | 8,2           |
| Тетіївський           | 28 560          | 96,0          | 0,7           | 3,3           |
| Узинський             | 39 546          | 98,4          | 0,7           | 0,9           |
| Фастівський           | 62 895          | 89,8          | 3,4           | 6,8           |
| Білоцерківська округа | 861 251         | 93,4          | 1,3           | 5,3           |

## Керівники округи

### Відповідальні секретарі окружного комітетуКП(б)У
- Шулькевич Ф. Ф. (.03.1923—.01.1924)
- Коваль Ксенофонт Федорович (.01.1924—.07.1924)
- Берсен Г. А. (1924)
- Конопляник Т. (1924—1925)
- Постоловський Михайло Федотович (1925—1926)
- Гвоздецький Степан Павлович (1926—.06.1928)
- Василенко Марко Сергійович (.06.1928—.12.1928)
- Лазарко П. О. (1929—1930)
- Підсуха Василь Федорович (1930)

### Голови окружного виконавчого комітету
- Озерянський Анатолій Панасович (.03.1923—1925)
- Горлинський Кирило Іванович (1925—.09.1927)
- Усач Антон Мусійович (.09.1927—.03.1928)
- Вовченко, в. о. (.03.1928—.06.1928)
- Мазур Франц Тимофійович (.06.1928—1929)
- Кислицин Микола Степанович (.10.1929—.05.1930)
- Шпильовий Василь Дмитрович (.05.1930—.08.1930)
- Шпак, в. о. (.08.1930—.09.1930)